# Abas I. Armenski
Abas I. (armensko Աբաս Ա, latinizirano: Abas I) je bil od leta 928 do 953 kralj Bagratidske Armenije. Bil je član kraljeve dinastije Bagratidov, sin kralja Smbata I. in brat Ašota II. Železnega, katerega je nasledil. Za razliko od vladavine njegovih predhodnikov je bila Abasova vladavina večinoma mirna. Kot kralj se je ukvarjal predvsem z obnovo v vojni razdejanega kraljestva in razvojem svoje prestolnice Kars. 

## Življenje
Preden je postal kralj, je Abas služil kot sparapet (vrhovni general) kraljestva. Abasa se ne sme zamenjati z njegovim stricem, ki je bil prav tako Abas in sparapet.
Na armenskem prestolu je nasledil svojega brata Ašota II., ki je leta 929 umrl brez dediča. O Abasovi vladavini je znanega manj kot o vladavini njegovih predhodnikov, saj se zgodovina katolikosa Hovhannesa Drashanakercija konča v letih 923–924. Po prihodu na prestol je  Abas preselil prestolnico kraljestva iz Širakavana v svojo trdnjavo Kars. Abas očitno ni nikoli poskušal ponovno osvojiti Dvina ali razširiti svojega kraljestva, temveč se je osredotočil na razvoj in obrambo svoje prestolnice Kars. Konfliktov z Arabci je bilo malo, z izjemo vojaškega poraza, ki ga je Abas utrpel v bližini svetega mesta Vagaršapat. Do Bizantincev je bil veliko manj spravljiv, ker so kot zavezniki večkrat dokazali svojo nezanesljivost z napadi in priključitvami armenskih ozemelj. Bizantinci Abasu tudi niso želeli podeliti naziva kneza knezov.  Bizantinski cesar Roman I. Lekapen se je bolj osredotočil na boj proti arabskim Hamdanidom in je Abasovo kraljestvo pustil v miru.
Stolnica v Karsu, ki je do danes ostala nedotaknjena, je bila zgrajena med Abasovo vladavino. Po njeni izgradnji se je Abas soočil z invazijo nekega abhazijskega kneza Bera, katerega identiteta ostaja neznana, ki je želel posvetiti cerkev po kalcedonskem obredu. Ber se je z vojsko pojavil ob reki Araks, vendar Abas ni hotel popustiti in je ob zori iz zasede napadel Berove sile. Kasneje je bilo še nekaj spopadov. Abasovi možje so Bera končno ujeli, ga odpeljali v novo stolnico in mu rekli, da je ne bo nikoli več videl. Zatem so ga oslepili in poslali nazaj v Abhazijo. 
Med Abasovo vladavino sta bila zgrajena tudi velika samostana Horomos (934) in Narekavank (935). Bodisi med Abasovo vladavino bodisi med vladavino njegovega naslednika se je patriarhalni sedež Armenske apostolske cerkve dokončno vrnil na ozemlje Bagratidov, ko se je katolikos Ananija I. preselil iz Agtamarja v Argino v Vaspurakanskem kraljestvu.
Abas je umrl leta 953 in kraljestvo zapustil sinovoma Ašotu in Mušegu. Ašot je postal armenski kralj in sčasoma ustanovil svojo prestolnico Ani, Mušeg pa je postal kralj Karskega kraljestva.